# Angelo custode (Domenichino)
L'Angelo custode è un dipinto olio su tela (249×210 cm) del Domenichino datato al 1615 e conservato nel Museo nazionale di Capodimonte a Napoli.

## Storia e descrizione
Il dipinto viene commissionato dalla famiglia Vanni di Palermo (il loro stemma araldico è visibile nella tomba antica sulla sinistra della scena) per la propria cappella gentilizia intitolata all'Arcangelo Raffaele della chiesa di San Francesco, sita nella stessa città siciliana.

Non si hanno tuttavia informazioni puntali circa i contatti tra committenti e il pittore né tantomeno su quale sia stato il compenso pattuito.

La tela di Capodimonte con in risalto l'aggiunta di Friedrich Anders del 1792

Giovanni Pietro Bellori nel descrivere l'opera durante la sua visita all'isola fa menzione di una figura del Padre Eterno che riempie lo spazio soprastante l'angelo. La tela, che appare oggi priva di questa figura, viene infatti tagliata orizzontalmente all'altezza del polso destro dell'angelo, sopra la testa del medesimo, in un periodo imprecisato anteriormente al 1708 (deduzione che scaturisce dalla copia di piccolo formato compiuta in quest'anno da Jan Weenix e oggi a Princeton, che ritrae la scena già decurtata della parte superiore), la quale stando a fonti ottocentesche parrebbe aver preso la via di Firenze.
Nel 1792 il quadro viene donato dagli eredi Vanni al re delle Due Sicilie Ferdinando II di Borbone. In questa occasione avviene probabilmente l'aggiunta del pittore e restauratore tedesco Friedrich Anders che realizzò ex novo tutta la parte superiore del dipinto, quindi il cielo, la luce divina e la mano dell'angelo. Dapprima collocato nel Palazzo Reale di Napoli, il dipinto viene poi requisito dai francesi nel 1799 e portato Roma per poi ritornare a Napoli successivamente al suo rinvenimento, confluendo così nel Museo di Capodimonte, dove una nota del 1827 lo registra come opera consegnata per metà del suo originale formato poiché mutilato di tutta la parte superiore già durante i trascorsi siciliani.
Il dipinto è firmato e datato alla base della tomba marmorea: «DOM. ZAMPERIUS/ BONON. F; A: MDCXV.».
Esistono svariate copie antiche del dipinto, tra cui quella oggi attribuita alla bottega del pittore bolognese (originariamente assegnata a ignoto autore del XVII secolo) e conservata nel palazzo di Wilanów, in Polonia, la quale seppur presenta lievi differenze dalla redazione napoletana (come la mancanza dello stemma araldico dei Vanni sulla tomba laterale o della firma del pittore), grazie a un intervento di restauro che ha portato alla luce il gruppo della Trinità permette di vedere quello che poteva essere la parte superiore del dipinto nella sua redazione originale.
Un'altra copia antica realizzata nel 1793 da Giuseppe Velasco, del tutto uguale alla versione napoletana, quindi compiuta posteriormente al taglio della parte superiore, era presente nella chiesa di San Francesco a Palermo in sostituzione dell'originale donato al re Borbone; questa tuttavia andò distrutta durante i bombardamenti della seconda guerra mondiale.
Un altro dipinto firmato e datato è stato esaminato all'Accademia di Belle Arti di Vienna. Si è scoperto che il dipinto è stato dipinto durante il periodo della creazione del Domenichino. 
Interessante non solo la firma di Domenico Zampieri e la datazione 1615, ma anche il fatto che nella radiografia sia visibile un altro dipinto. Il dipinto originale mostra 4 putti ciascuno di putto che regge un candelabro con una candela accesa. I putti stanno su una specie di balaustra. 
Le immagini agli infrarossi e ai raggi X mostrano diversi pentimenti.
Il dipinto fu probabilmente realizzato nella bottega del Domenichino.

## Altre versioni

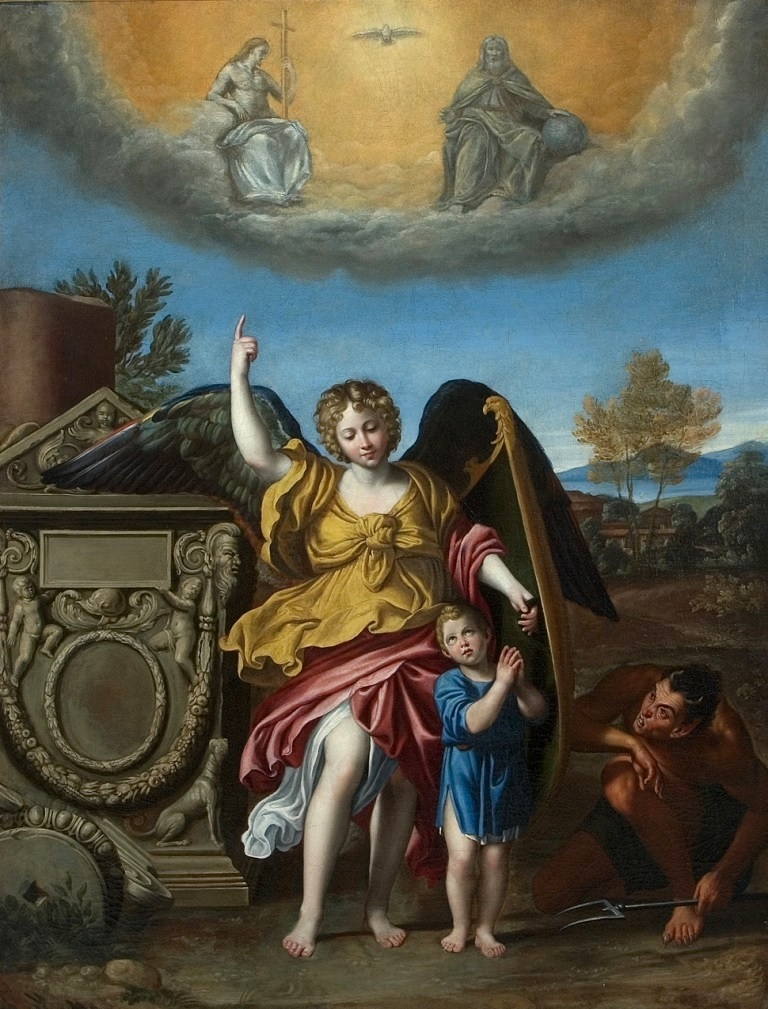
Replica del dipinto assegnato alla bottega del Domenichino, Wilanow, Polonia
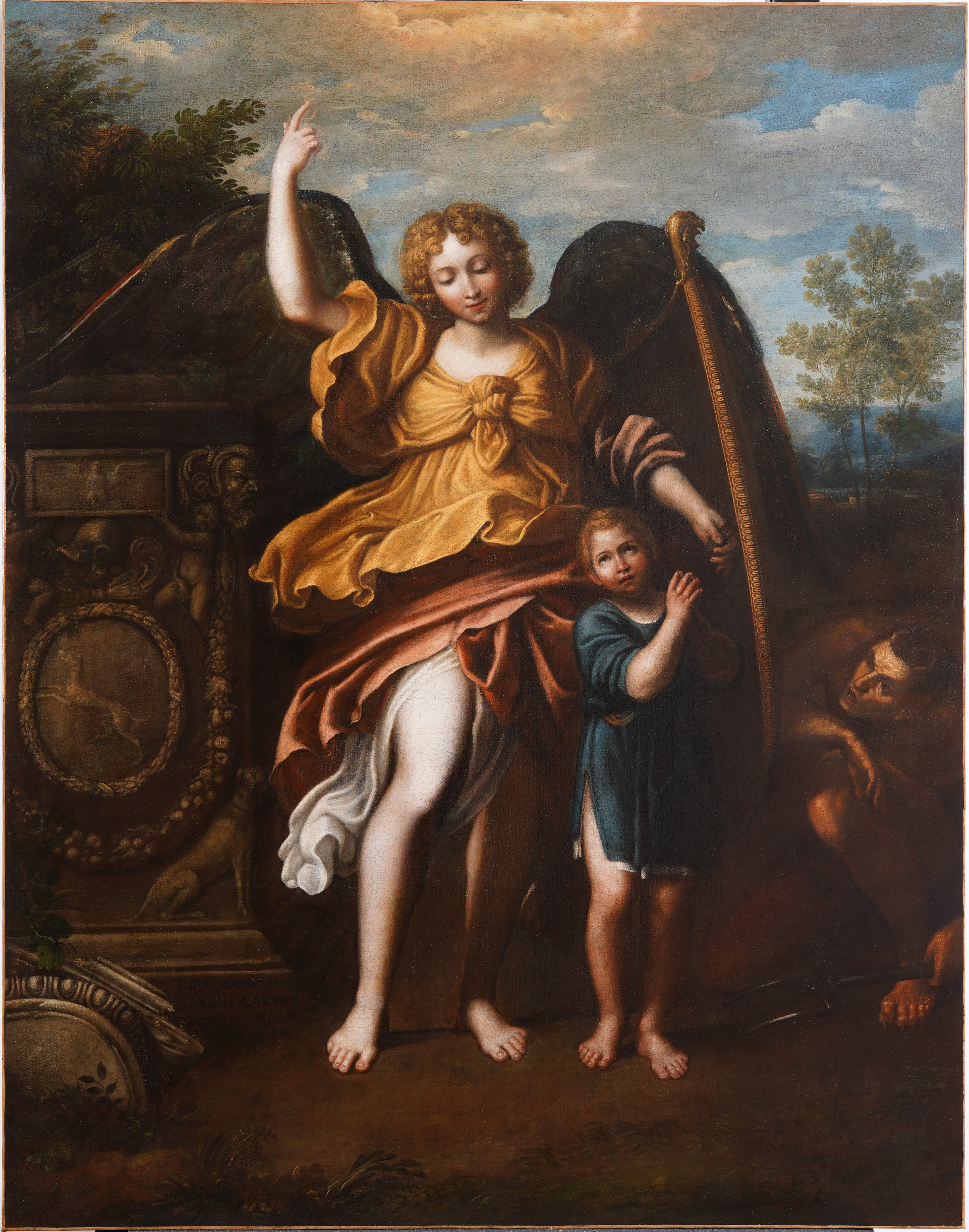
Il dipinto esaminato dall'Accademia di Belle Arti di Vienna, Austria
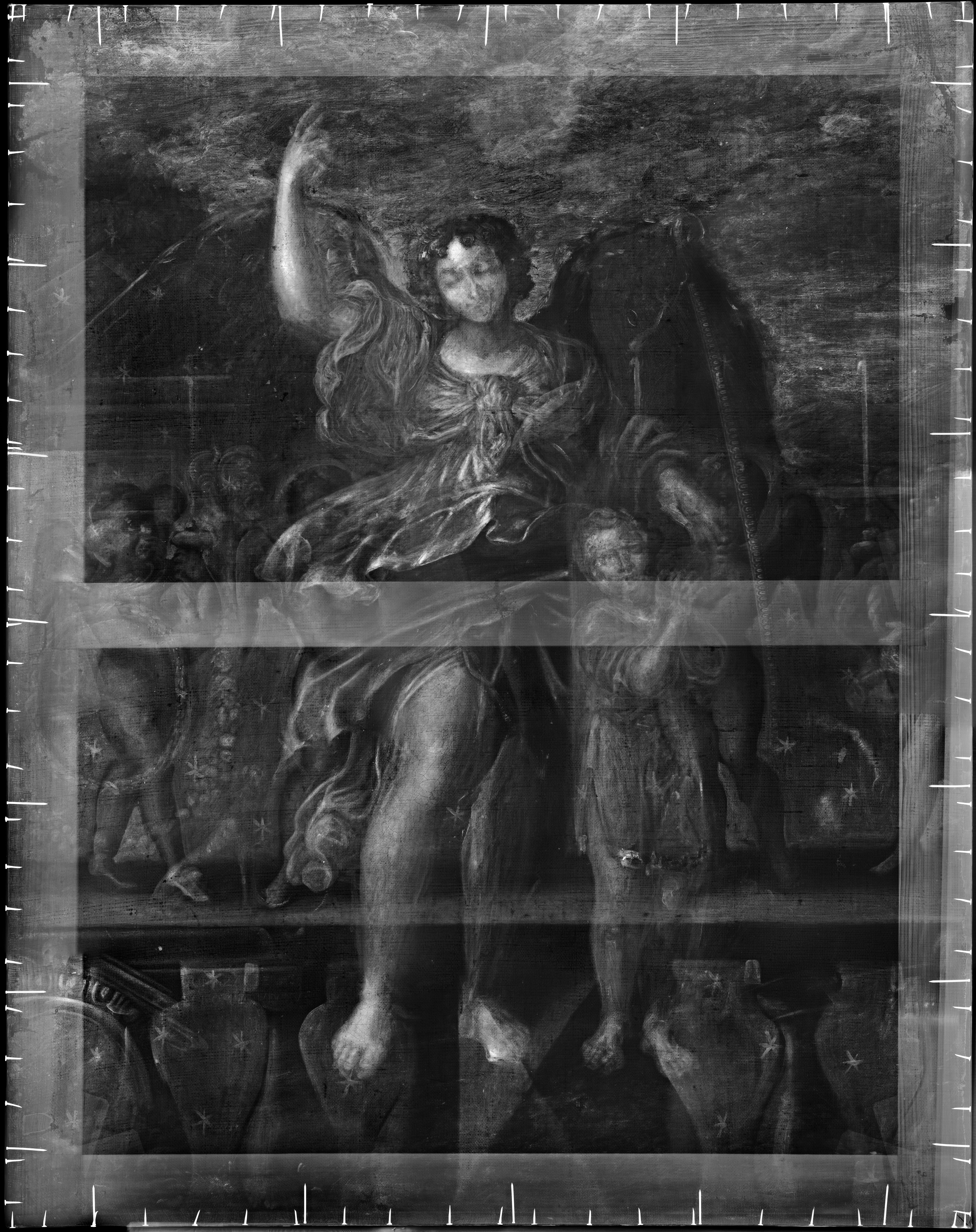
Il dipinto sottostante: 4 putti reggono candelieri con candele accese.